# فرناندو مورايس (لاعب كرة قدم)
فرناندو مورايس هو لاعب كرة قدم أنغولي في مركز حراسة المرمى، ولد في 1966 في أنغولا. شارك مع منتخب أنغولا لكرة القدم. أما مع النوادي، فقد لعب مع أتلتيكو سبورت أفياتسو.

## وصلات خارجية
- فرناندو مورايس (لاعب كرة قدم) على موقع الاتحاد الدولي (مؤرشف)  (الإنجليزية)
- فرناندو مورايس (لاعب كرة قدم) على موقع قاعدة بيانات كرة القدم.إي يو (الإنجليزية)
- فرناندو مورايس (لاعب كرة قدم) على موقع ناشيونال فوتبول تيمز (الإنجليزية)